# Fosorial

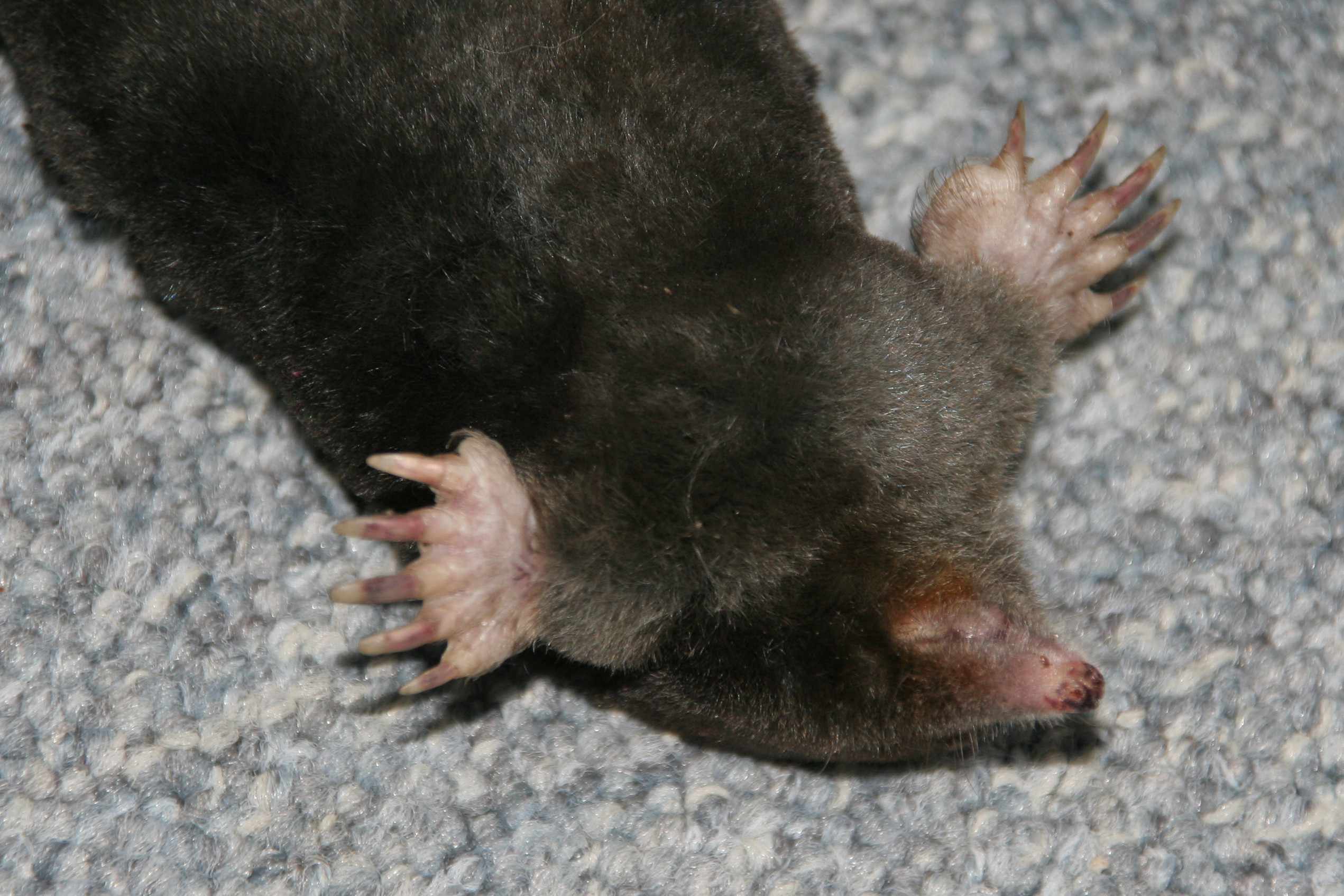
Topo europeo (Talpa europaea). Observar las patas cortas y fuertes adaptadas para excavar.

Un organismo fosorial es aquel adaptado a la excavación y vida en cuevas, generalmente subterráneas pero no siempre. Ejemplos son el tejón, la rata topo desnuda, algunas serpientes y las salamandras topo de la familia Ambystomatidae; también muchos insectos, como escarabajos y abejas son fosoriales. La gran mayoría de los roedores son considerados fosoriales. Algunos organismos lo son para ayudar en la regulación de la temperatura, mientras otros utilizan el hábitat para la protección de los predadores y almacenamiento de alimentos.